# Aeroportul Regional Dubuque
Aeroportul Regional Dubuque (IATA: DBQ, ICAO: KDBQ, FAA LID: DBQ) este un aeroport din Iowa, Statele Unite ale Americii ce deservește zona Dubuque⁠(d). Aeroportul a fost tranzitat în 2019 de 76.072 de pasageri. A fost deschis în 1943 și numit după zona deservită.
Situat la o altitudine de 328 m, aeroportul dispune de 2 piste.

## Infrastructură

### Piste
Aeroportul dispune de 2 piste. Pista 13/31 are suprafața de beton și dimensiunile 6.502 picioare × 100 picioare. Pista 18/36 are suprafața de beton și dimensiunile 6.327 picioare × 150 picioare. 